# Big Bang
Big Bang-ul (engl. Big Bang, marea explozie) sau Marea Explozie Inițială este modelul cosmologic care explică condițiile inițiale și dezvoltarea ulterioară a Universului. Acest model este susținut de explicațiile cele mai complete și corecte din punct de vedere științific.
Termenul de Big Bang, în general, se referă la ideea că Universul s-a extins de la o singularitate primordială fierbinte și densă acum aproximativ 13,8 miliarde de ani.
„Teoria Big Bang” este modelul care explică apariția materiei, energiei, spațiului și timpului, altfel spus a existenței Universului. Această teorie încearcă să explice de ce universul se extinde permanent încă de la apariția sa, și de ce pare a fi uniform în toate direcțiile.

## Prezentare generală

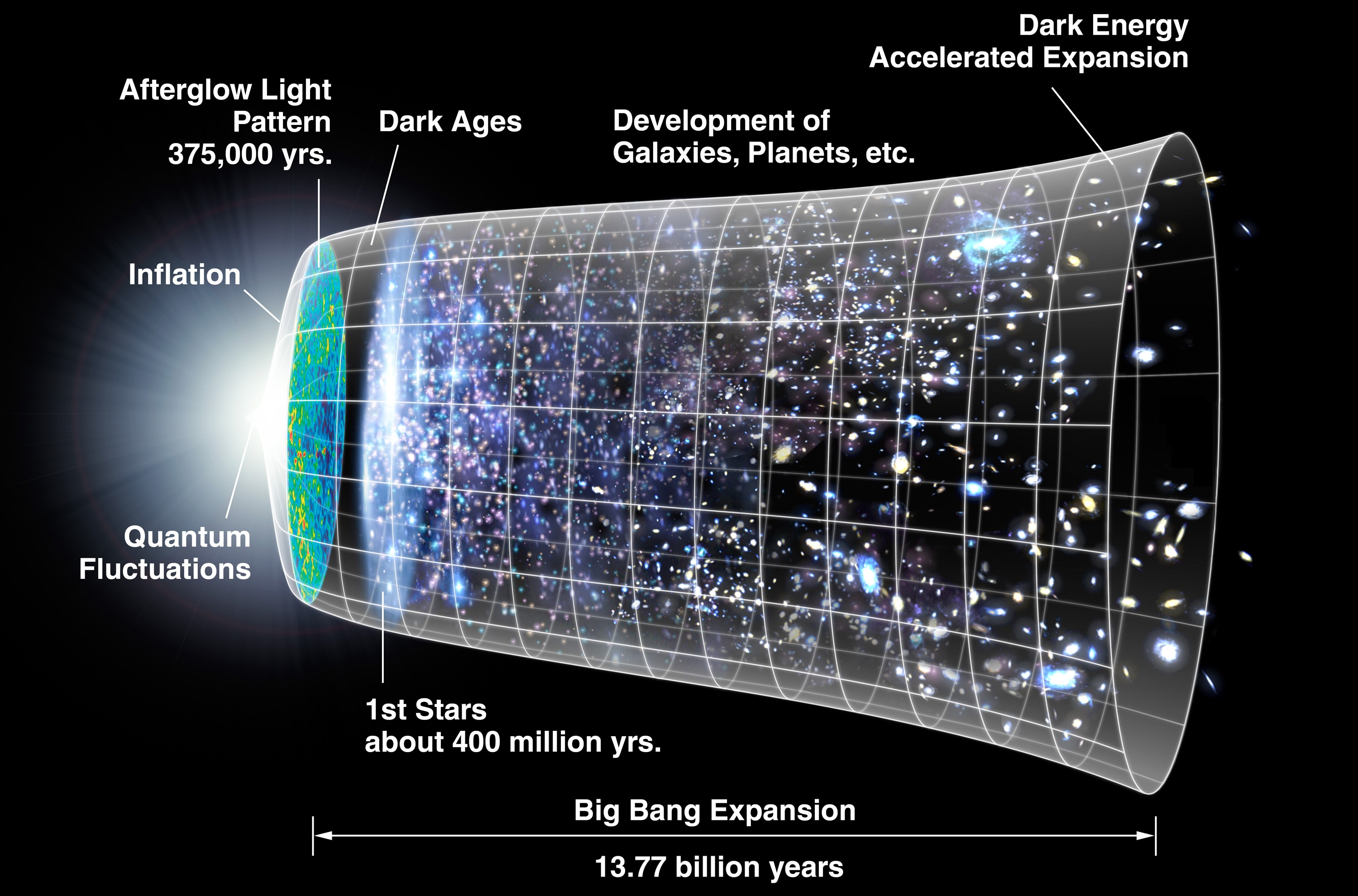
Cronologia expansiunii metrice a spațiului, unde spațiul (inclusiv porțiunile ipotetice care nu sunt observabile ale universului) este reprezentat în fiecare moment de secțiunile circulare, iar în stânga, expansiunea dramatică are loc în epoca inflaționistă, iar la centru, expansiunea accelerează (concep artistic, nu la scară).

Teoria Big Bang este modelul cosmologic predominant pentru univers de la cele mai vechi perioade cunoscute, prin evoluția pe scară largă ulterioară. Modelul descrie modul în care universul s-a extins dintr-o stare de densitate foarte ridicată și temperatură ridicată și oferă o explicație cuprinzătoare pentru o gamă largă de fenomene, inclusiv abundența elementelor ușoare, fondul cosmic de microunde, structura la scară largă și legea lui Hubble. Dacă legile cunoscute ale fizicii sunt extrapolate la regimul cu densitate cea mai mare, rezultatul este o singularitate care este în mod obișnuit asociată cu Big Bang-ul. Fizicienii sunt indeciși dacă acest lucru înseamnă că universul a pornit de la o singularitate sau că cunoașterea actuală este insuficientă pentru a descrie universul în acel moment. Măsurători detaliate ale ratei de expansiune a universului plasează Big Bang-ul la aproximativ 13,8 miliarde de ani în urmă, ceea ce este astfel considerat vârsta universului. După expansiunea inițială, universul s-a răcit suficient pentru a permite formarea de particule subatomice și mai târziu de atomi simpli. Nori uriași ai acestor elemente primordiale s-au coalizat ulterior prin gravitațe în halou de materie întunecată, formând eventual stelele și galaxiile vizibile astăzi.
După ce Georges Lemaître a remarcat pentru prima dată în 1927 că un univers în expansiune poate fi urmărit înapoi până la un punct unic, oamenii de știință au construit pe ideea sa de expansiune cosmică. Comunitatea științifică a fost odată împărțită între susținătorii a două teorii diferite, Big Bang și teoria Starea de echilibru, dar o gamă largă de dovezi empirice au favorizat puternic Big Bang-ul care este acum universal acceptat.  În 1929, din analiza deplasărilor spre roșu galactice, Edwin Hubble a concluzionat că galaxiile se îndepărtează; aceasta este o dovadă observațională importantă în concordanță cu ipoteza unui univers în expansiune În 1964, a fost descoperită radiația cosmică de fond, care a fost o dovadă esențială în favoarea modelului Big Bang, deoarece această teorie a prezis existența radiației de fond în întregul univers înainte de a fi descoperită. Mai recent, măsurătorile deplasării spre roșu ale supernovelor arată că expansiunea universului se accelerează, o observație atribuită existenței energiei întunecate. Legile fizice cunoscute ale naturii pot fi folosite pentru a calcula în detaliu caracteristicile universului înapoi în timp către o stare inițială de densitate și temperatură extremă.
Astronomul american Edwin Hubble a observat că distanțele față de galaxiile îndepărtate au fost puternic corelate cu deplasările spre roșu. Aceasta a fost interpretată astfel încât toate galaxiile și grupurile îndepărtate se îndepărtează de punctul nostru de vedere cu o viteză aparentă proporțională cu distanța lor: adică cu cât sunt mai departe, cu atât mai repede se îndepărtează de noi, indiferent de direcție. Presupunând principiul copernican (că Pământul nu este centrul universului), singura interpretare rămasă este că toate regiunile observabile ale universului se retrag față de toate celelalte. De vreme ce știm că distanța dintre galaxii crește astăzi, trebuie să însemne că în trecut galaxiile erau mai apropiate. Expansiunea continuă a universului implică faptul că universul a fost mai dens și mai fierbinte în trecut.
Acceleratoarele de particule mari pot replica condițiile care au predominat după primele momente ale universului, rezultând o confirmare și rafinare a detaliilor modelului Big Bang. Dar starea universului în primele momente ale expansiunii Big Bang este încă puțin înțeleasă și este încă o zonă de investigație și speculații deschise.
Primele particule subatomice care urmau să fie formate au inclus protoni, neutroni și electroni. Deși nucleele simple atomice s-au format în primele trei minute după Big Bang, au trecut mii de ani înainte ca primii atomi neutri din punct de vedere electric să se formeze. Majoritatea atomilor produși de Big Bang erau hidrogen, împreună cu heliu și urme de litiu. Nori uriași ai acestor elemente primordiale s-au coalizat ulterior prin gravitație pentru a forma stele și galaxii, iar elementele mai grele au fost sintetizate fie în interiorul stelelor, fie în timpul supernovelor.
Teoria Big Bang oferă o explicație cuprinzătoare pentru o gamă largă de fenomene observate, inclusiv abundența elementelor ușoare, radiația cosmică de fond, structura la scară largă și Legea lui Hubble. Cadrul pentru modelul Big Bang se bazează pe teoria relativității generale a lui Albert Einstein și pe simplificarea ipotezelor, cum ar fi omogenitatea și izotropia spațiului. Ecuațiile de guvernare au fost formulate de Alexander Friedmann, iar soluții similare au fost elaborate de Willem de Sitter. De atunci, astrofizicienii au încorporat adăugări teoretice și observaționale în modelul Big Bang, iar parametrizarea sa ca modelul Lambda-CDM servește drept cadru pentru investigațiile curente ale cosmologiei teoretice. Modelul Lambda-CDM este actualul "model standard" al cosmologiei Big Bang, consensul este că acesta este cel mai simplu model care poate explica diferitele măsurători și observații relevante pentru cosmologie.

## Teorii despre producerea Big Bangului; suportul științific
Astronomul american Edwin Hubble a descris Universul ca fiind în continuă extindere, dând cosmologilor "o temă pentru acasă". El pornește de la ideea că la începuturi, cu circa 13,7 miliarde de ani în urmă, Universul încă nu exista. Ceea ce a existat a fost doar un punct de o natură cu totul specială, o așa-numită singularitate, ceva fără dimensiuni dar cu o energie infinită. La momentul "zero" acest punct a ieșit din starea lui de singularitate (încă nu se știe din ce cauză) și și-a manifestat uriașa energie printr-o inimaginabilă explozie, Big Bang-ul, care mai continuă și în ziua de azi.
În anul 1940 fizicianul ruso-american George Gamow și asistenții săi Ralph Alpher și Robert Herman au lansat ideea de explozie incandescentă de materie și energie de la începuturile Universului. Numele teoriei "Big Bang" a fost dat de astronomul englez Fred Hoyle în 1950.
Există patru indicii majore pentru veridicitatea teoriei Big Bangului:
- Vârsta celor mai bătrâne stele este de 12-13,2[22] miliarde de ani, adică ea corespunde parțial cu vechimea Universului.
- Analiza luminii emise de galaxii indică faptul că obiectele galactice se îndepărtează unele de altele cu o viteză cu atât mai mare, cu cât sunt mai îndepărtate de Pământ, ceea ce sugerează că galaxiile erau altădată adunate într-o regiune unică a spațiului;
- În ziua de azi, în toate regiunile Universului există o radiație de fond ("radiație cosmică") foarte slabă, un fel de fosilă, rămășiță de pe urma torentelor de căldură și lumină din primele clipe ale Universului.
- În radiația cosmică de fond a fost detectat un model care confirmă existența undelor gravitaționale asociate inflației cosmice, momentul de expansiune rapidă a Universului.

### Limitele cunoașterii momentelor de început ale Big Bangului
Astrofizicienii nu pot (încă) explica apariția universului la secunda "zero" (momentul inițial). Ei iau ca punct de plecare momentul 10−43 secunde după explozia originară (Big Bang). La această "vârstă fragedă" tot universul vizibil era conținut într-o sferă de mărime infimă, subnucleară, de numai 10−33 centimetri diametru (nucleul unui atom are ordinul de mărime de 10−13 centimetri). Temperatura la acel stadiu era însă inimaginabil de mare, de ordinul a 1032 grade.
Teoria nu este aplicabila mai devreme de momentul "zero" + 10−43 secunde; pentru că se izbește de „zidul Planck” (știința este încă incapabilă să explice comportamentul atomilor în condițiile în care forța de gravitație devine extremă, așa cum era cazul în universul de 10−33 centimetri). „Zidul Planck” reprezintă de fapt existența limitelor minime fizice ale obiectelor; una din barierele fizice este „cuantumul de acțiune” sau așa-numita "Constantă a lui Planck" = 6,62 10−34 Joule secundă, care reprezintă cea mai mică dintre cantitățile de energie existente în lumea noastră fizică, adică limita divizibilității spectrale și, prin aceasta, limita extremă a oricărei divizibilități. Prin analogie există o „lungime ultimă” numită și „Lungimea lui Planck”, precum și „Timpul lui Planck”, care este cea mai mică unitate de timp posibilă teoretic.

### Cercetări fizico–matematice privind începutul Big Bangului și cauzele exploziei inițiale

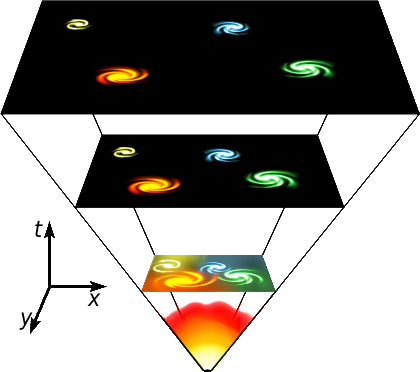
Ilustrație a Big Bangului

Există fizicieni și matematicieni care, pe baza calculelor matematice, caută să găsească explicații asupra momentului zero al exploziei inițiale - Big Bang. Astfel:
- Teoria / fizica cuantică a permis unor cercetători fizicieni să emită o serie de teorii referitoare la cauza care a determinat Big Bangul. Demonstrațiile făcute în cadrul și pe baza teoriei fizicii cuantice, conform cărora o particulă elementară poate fi detectată în două locuri în același timp (de unde și concluzia că particula este într-o permanentă vibrație), au generat ideea că spațiul și timpul sunt abstracțiuni, iluzii ale gândirii omului.

- Există și teoria "supragravitației", bazată pe faptul că forța gravitațională este mult prea slabă în raport cu forța electromagnetică sau cu alte forțe (deși în Univers ea se manifestă ca o forță deosebit de mare și atotcuprinzătoare). Aceasta a postulat că gravitația se scurge într-un "univers paralel" și că forța gravitațională ce rămâne în universul nostru este mult diminuată.

Ambele teorii au condus la dezvoltarea „teoriei membranelor” sau Teoria M și au permis concluzia că în lumea reală trebuie să fie mult mai multe dimensiuni decât cele trei din universul nostru, și că deci există mai multe universuri.
Într-un laborator din SUA s-a reprodus într-o experiență, pentru o milionime de secundă (10−7 secunde), modul cum ar fi fost starea materiei imediat după Big Bang. Ideea este că Big Bangul a făcut să explodeze punctul ce conținea o enormă cantitate de energie și care, datorită condițiilor, a început să se transforme în materie – „supa primordială” care nici teoretic nu poate fi bine definită. Materia rezultată imediat după Big Bang (supa primordială) a fost denumită plasma; experimentul în care s-a obținut această plasmă a constat într-un bombardament de particule de aur greu și de deuteriu (izotop al hidrogenului) [BBC- emisiune din 28.06.2003 ora 8:15 - www.bbc.ro].

## Consecințele Big Bang-ului
Gamow și studenții săi au ajuns la concluzia că unele elemente chimice din universul de azi provin din primele timpuri ale formării acestuia. Unele radiații se presupune că datează din perioada Big Bangului și încă mai circulă prin univers. S-a mai descoperit că cele mai ușoare elemente, ca hidrogenul, deuteriul și heliul, au fost primele elemente în univers, iar celelalte elemente mai grele s-au format ulterior. Cercetătorii susțin că elementele mai grele decât heliul și mai ușoare decât fierul s-au format în procesul nuclear în stele, iar elementele mai grele decât fierul s-au format în urma exploziilor supernovelor.

### Originea radiației cosmice de fond
Vezi articolele Radiație cosmică și Radiația cosmică de fond.

## Expansiunea și contracția universului
Două scenarii posibile au fost propuse pentru a descrie viitorul Universului: 
Astfel, în prima variantă, Universul are un început la singularitate, urmat de o fază de expansiune; dacă masa galaxiilor depășește un anumit prag, așa-numita masă critică, forța de gravitație va putea depăși inerția inițială și va duce în cele din urmă la încetinirea expansiunii, apoi galaxiile vor începe să se miște una spre cealaltă, Universul sfârșind printr-o contracție într-o altă singularitatea, eveniment numit Big Crunch (marea contracție).
Cealaltă posibilitate era ca masa materiei din Univers să nu ajungă la valoarea necesară pentru a învinge viteza inițială, în care caz expansiunea ar continua la infinit, intr-o rată tot mai lentă, dar care nu va ajunge niciodată la zero.
Totuși, observații recente indică că Universul posedă o rată de expansiune în continuă accelerație - altfel spus, se extinde din ce in ce mai repede. Explicația pare a fi prezența unei forme de energie ( "energia neagră" ) care nu a fost luată în calcul până atunci.

## Din punct de vedere religios
Big Bang-ul este compatibil cu crearea lumii din nimic, idee susținută de creștinism începând cu secolul al II-lea d.Hr. și adoptată de iudaism. Fizicienii atei s-au opus inițial din acest motiv adoptării teoriei.
Big Bang-ul a fost propus ca ipoteză de preotul catolic Georges Lemaître. În 1951, papa Pius al XII-lea a declarat că teoria lui Lemaître validează științific catolicismul. Totuși, Lemaître s-a opus acestei proclamații, afirmând că teoria este neutră și că nu este nici legătură și nici contradicție între religie și teoria sa. Când Lemaître și Daniel O'Connell, consilierul științific al papei, l-au sfătuit pe papă să nu mai menționeze cosmogonia în public, el a fost de acord. Deși era catolic convins, autorul teoriei era contra amestecării științei cu religia, deși și el credea că cele două domenii ale experienței umane nu se aflau în conflict.